# Natation aux Jeux asiatiques de 2018
Navigation
Édition précédente Édition suivante
La natation des Jeux asiatiques de 2018 se déroule du 19 au 24 août 2018 au GBK Aquatic Center, à Jakarta, Indonésie.

## Résultats

### Hommes
| Épreuve                       | Or | Or             | Argent | Argent        | Bronze                                                                                  | Bronze        |
| ----------------------------- | --- | -------------- | --- | ------------- | --------------------------------------------------------------------------------------- | ------------- |
| 50 m nage libre               | Yu Hexin (CHN)                                                                                           | 22 s 11        | Katsumi Nakamura (JPN)                                                                                                   | 22 s 20       | Shunichi Nakao (JPN)                                                                    | 22 s 46       |
| 100 m nage libre              | Shinri Shioura (JPN)                                                                                     | 48 s 71        | Katsumi Nakamura (JPN)                                                                                                   | 48 s 72       | Yu Hexin (CHN)                                                                          | 48 s 88       |
| 200 m nage libre              | Sun Yang (CHN)                                                                                           | 1 min 45 s 43  | Katsuhiro Matsumoto (JPN)                                                                                                | 1 min 46 s 50 | Ji Xinjie (CHN)                                                                         | 1 min 46 s 68 |
| 400 m nage libre              | Sun Yang (CHN)                                                                                           | 3 min 42 s 92  | Naito Ehara (JPN) | 3 min 47 s 14 | Kosuke Hagino (JPN)                                                                     | 3 min 47 s 20 |
| 800 m nage libre              | Sun Yang (CHN)                                                                                           | 7 min 48 s 36  | Shogo Takeda (JPN) | 7 min 53 s 01 | Nguyễn Huy Hoàng (VIE)                                                                  | 7 min 54 s 32 |
| 1 500 m nage libre            | Sun Yang (CHN)                                                                                           | 14 min 58 s 53 | Nguyễn Huy Hoàng (VIE)                                                                                                   | 15 min 1 s 63 | Ji Xinjie (CHN)                                                                         | 15 min 6 s 18 |
| 50 m dos                      | Xu Jiayu (CHN)                                                                                           | 24 s 75        | Ryōsuke Irie (JPN) | 24 s 88       | Kang Ji-seok (KOR)                                                                      | 25 s 17       |
| 100 m dos                     | Xu Jiayu (CHN)                                                                                           | 52 s 34        | Ryōsuke Irie (JPN) | 52 s 53       | Lee Ju-ho (KOR)                                                                         | 54 s 52       |
| 200 m dos                     | Xu Jiayu (CHN)                                                                                           | 1 min 53 s 99  | Ryōsuke Irie (JPN) | 1 min 55 s 11 | Keita Sunama (JPN)                                                                      | 1 min 55 s 54 |
| 50 m brasse                   | Yasuhiro Koseki (JPN)                                                                                    | 27 s 07        | Yan Zibei (CHN) | 27 s 25       | Dmitriy Balandin (KAZ)                                                                  | 27 s 46       |
| 100 m brasse                  | Yasuhiro Koseki (JPN)                                                                                    | 58 s 86        | Yan Zibei (CHN) | 59 s 31       | Dmitriy Balandin (KAZ)                                                                  | 59 s 39       |
| 200 m brasse                  | Yasuhiro Koseki (JPN)                                                                                    | 2 min 7 s 81   | Ippei Watanabe (JPN) | 2 min 7 s 82  | Qin Haiyang (CHN)                                                                       | 2 min 8 s 07  |
| 50 m papillon                 | Joseph Schooling (SIN)                                                                                   | 23 s 61        | Wang Peng (CHN) | 23 s 65       | Adilbek Mussin (KAZ)                                                                    | 23 s 73       |
| 100 m papillon                | Joseph Schooling (SIN)                                                                                   | 51 s 04        | Li Zhuhao (CHN) | 51 s 46       | Yūki Kobori (JPN)                                                                       | 51 s 77       |
| 200 m papillon                | Daiya Seto (JPN)                                                                                         | 1 min 54 s 53  | Nao Horomura (JPN) | 1 min 55 s 58 | Li Zhuhao (CHN)                                                                         | 1 min 55 s 76 |
| 200 m quatre nages            | Wang Shun (CHN)                                                                                          | 1 min 56 s 52  | Kosuke Hagino (JPN) | 1 min 56 s 75 | Qin Haiyang (CHN)                                                                       | 1 min 57 s 09 |
| 400 m quatre nages            | Daiya Seto (JPN)                                                                                         | 4 min 8 s 79   | Kosuke Hagino (JPN) | 4 min 10 s 30 | Wang Shun (CHN)                                                                         | 4 min 12 s 31 |
| Relais 4 × 100 m nage libre   | Japon Shinri Shioura Katsuhiro Matsumoto Katsumi Nakamura Juran Mizohata                                 | 3 min 12 s 68  | Chine Yang Jintong Cao Jiwen Sun Yang Yu Hexin Hou Yujie Qian Zhiyong Ma Tianchi Ji Xinjie                               | 3 min 13 s 29 | Singapour Quah Zheng Wen Joseph Schooling Darren Chua Darren Lim Danny Yeo Jonathan Tan | 3 min 17 s 22 |
| Relais 4 × 200 m nage libre   | Japon Naito Ehara Reo Sakata Kosuke Hagino Katsuhiro Matsumoto Juran Mizohata Ayatsugu Hirai Yuki Kobori | 7 min 5 s 17   | Chine Ji Xinjie Shang Keyuan Wang Shun Sun Yang Qiu Ziao Hong Jinlong Hou Yujie Qian Zhiyong                             | 7 min 5 s 45  | Singapour Quah Zheng Wen Joseph Schooling Danny Yeo Jonathan Tan Darren Chua Glen Lim   | 7 min 14 s 15 |
| Relais 4 × 100 m quatre nages | Chine Xu Jiayu Yan Zibei Li Zhuhao Yu Hexin Li Guangyuan Qin Haiyang Zheng Xiaojing He Junyi             | 3 min 29 s 99  | Japon Ryosuke Irie Yasuhiro Koseki Yuki Kobori Shinri Shioura Masaki Kaneko Ippei Watanabe Nao Horomura Katsumi Nakamura | 3 min 30 s 03 | Kazakhstan Adil Kaskabay Dmitriy Balandin Adilbek Mussin Aleksandr Varakin              | 3 min 35 s 62 |

### Femmes
| Épreuve                       | Or | Or             | Argent | Argent         | Bronze                                                                                         | Bronze         |
| ----------------------------- | --- | -------------- | --- | -------------- | ---------------------------------------------------------------------------------------------- | -------------- |
| 50 m nage libre               | Rikako Ikee (JPN)                                                                                        | 24 s 53        | Liu Xiang (CHN)                                                                                            | 24 s 60        | Wu Qingfeng (CHN)                                                                              | 24 s 87        |
| 100 m nage libre              | Rikako Ikee (JPN)                                                                                        | 53 s 27        | Zhu Menghui (CHN)                                                                                          | 53 s 56        | Yang Junxuan (CHN)                                                                             | 54 s 17        |
| 200 m nage libre              | Li Bingjie (CHN)                                                                                         | 1 min 56 s 74  | Yang Junxuan (CHN)                                                                                         | 1 min 57 s 48  | Chihiro Igarashi (JPN)                                                                         | 1 min 57 s 49  |
| 400 m nage libre              | Wang Jianjiahe (CHN)                                                                                     | 4 min 3 s 18   | Li Bingjie (CHN)                                                                                           | 4 min 6 s 46   | Chihiro Igarashi (JPN)                                                                         | 4 min 8 s 48   |
| 800 m nage libre              | Wang Jianjiahe (CHN)                                                                                     | 8 min 18 s 55  | Li Bingjie (CHN)                                                                                           | 8 min 28 s 14  | Waka Kobori (JPN)                                                                              | 8 min 30 s 65  |
| 1 500 m nage libre            | Wang Jianjiahe (CHN)                                                                                     | 15 min 53 s 68 | Li Bingjie (CHN)                                                                                           | 15 min 53 s 80 | Waka Kobori (JPN)                                                                              | 16 min 18 s 31 |
| 50 m dos                      | Liu Xiang (CHN)                                                                                          | 26 s 98        | Fu Yuanhui (CHN)                                                                                           | 27 s 68        | Natsumi Sakai (JPN)                                                                            | 27 s 91        |
| 100 m dos                     | Natsumi Sakai (JPN)                                                                                      | 59 s 27        | Anna Konishi (JPN)                                                                                         | 59 s 67        | Chen Jie (CHN)                                                                                 | 1 min 0 s 28   |
| 200 m dos                     | Liu Yaxin (CHN)                                                                                          | 2 min 7 s 65   | Natsumi Sakai (JPN)                                                                                        | 2 min 8 s 13   | Peng Xuwei (CHN)                                                                               | 2 min 9 s 14   |
| 50 m brasse                   | Satomi Suzuki (JPN)                                                                                      | 30 s 83        | Roanne Ho (SIN)                                                                                            | 31 s 23        | Feng Junyang (CHN)                                                                             | 31 s 24        |
| 100 m brasse                  | Satomi Suzuki (JPN)                                                                                      | 1 min 6 s 40   | Reona Aoki (JPN)                                                                                           | 1 min 6 s 45   | Shi Jinglin (CHN)                                                                              | 1 min 7 s 36   |
| 200 m brasse                  | Kanako Watanabe (JPN)                                                                                    | 2 min 23 s 05  | Yu Jingyao (CHN)                                                                                           | 2 min 23 s 31  | Reona Aoki (JPN)                                                                               | 2 min 23 s 33  |
| 50 m papillon                 | Rikako Ikee (JPN)                                                                                        | 25 s 55        | Wang Yichun (CHN)                                                                                          | 26 s 03        | Lin Xintong (CHN)                                                                              | 26 s 39        |
| 100 m papillon                | Rikako Ikee (JPN)                                                                                        | 56 s 30        | Zhang Yufei (CHN)                                                                                          | 57 s 40        | An Se-hyeon (KOR)                                                                              | 58 s 00        |
| 200 m papillon                | Zhang Yufei (CHN)                                                                                        | 2 min 6 s 61   | Sachi Mochida (JPN)                                                                                        | 2 min 8 s 72   | Suzuka Hasegawa (JPN)                                                                          | 2 min 8 s 80   |
| 200 m quatre nages            | Kim Seo-yeong (KOR)                                                                                      | 2 min 8 s 34   | Yui Ohashi (JPN)                                                                                           | 2 min 8 s 88   | Miho Teramura (JPN)                                                                            | 2 min 10 s 98  |
| 400 m quatre nages            | Yui Ohashi (JPN)                                                                                         | 4 min 34 s 58  | Kim Seo-yeong (KOR)                                                                                        | 4 min 37 s 43  | Sakiko Shimizu (JPN)                                                                           | 4 min 39 s 10  |
| Relais 4 × 100 m nage libre   | Japon Rikako Ikee Natsumi Sakai Tomomi Aoki Chihiro Igarashi Mayuka Yamamoto Rio Shirai                  | 3 min 36 s 5   | Chine Zhu Menghui Wu Yue Wu Qingfeng Yang Junxuan Wang Jingzhuo Lao Lihui Liu Xiaohan                      | 3 min 36 s 78  | Hong Kong Camille Cheng Stephanie Au Tam Hoi Lam Sze Hang Yu Ho Nam Wai                        | 3 min 41 s 88  |
| Relais 4 × 200 m nage libre   | Chine Li Bingjie Wang Jianjiahe Zhang Yuhan Yang Junxuan Shen Duo Ai Yanhan Wu Yue                       | 7 min 48 s 61  | Japon Chihiro Igarashi Rikako Ikee Yui Ohashi Rio Shirai Waka Kobori Sachi Mochida                         | 7 min 53 s 83  | Hong Kong Ho Nam Wai Camille Cheng Katii Tang Sze Hang Yu Jamie Yeung Natalie Kan Chan Kin Lok | 8 min 7 s 17   |
| Relais 4 × 100 m quatre nages | Japon Natsumi Sakai Satomi Suzuki Rikako Ikee Tomomi Aoki Anna Konishi Reona Aoki Ai Soma Sakiko Shimizu | 3 min 54 s 73  | Hong Kong Stephanie Au Jamie Yeung Chan Kin Lok Camille Cheng Toto Wong Rainbow Ip Sze Hang Yu Tam Hoi Lam | 4 min 3 s 15   | Singapour Hoong En Qi Samantha Yeo Quah Jing Wen Quah Ting Wen Cherlyn Yeoh                    | 4 min 9 s 65   |

### Mixte
| Épreuve                       | Or | Or            | Argent                                                                                                  | Argent        | Bronze | Bronze        |
| ----------------------------- | --- | ------------- | --- | ------------- | --- | ------------- |
| Relais 4 × 100 m quatre nages | Chine Xu Jiayu Yan Zibei Zhang Yufei Zhu Menghui Li Guangyuan Shi Jinglin Zheng Xiaojing Yang Junxuan | 3 min 40 s 45 | Japon Ryosuke Irie Yasuhiro Koseki Rikako Ikee Tomomi Aoki Masaki Kaneko Ippei Watanabe Mayuka Yamamoto | 3 min 41 s 21 | Corée du Sud Lee Ju-ho Moon Jae-kwon An Se-hyeon Ko Mi-so Kang Ji-seok Kim Jae-youn Park Ye-rin Kim min-ju | 3 min 49 s 27 |